# Magyar férfi kosárlabda-bajnokság (első osztály)
A magyar férfi kosárlabda-bajnokság (első osztálya: NB I/A) 1933 óta megrendezett élvonalbeli versenye. A legtöbb bajnoki címet a Budapesti Honvéd szerezte meg, szám szerint 33-at. A jelenlegi címvédő a Szolnoki Olajbányász KK.

## Csapatok a 2023–2024-es idényben
| Csapat                          | Város          | Sportcsarnok                                      | Befogadóképesség |
| ------------------------------- | -------------- | ------------------------------------------------- | ---------------- |
| Arconic-Alba Fehérvár           | Székesfehérvár | Alba Regia Sportcsarnok                           | 1 850            |
| Atomerőmű SE                    | Paks           | ASE Sportcsarnok                                  | 1 500            |
| Budapesti Honvéd Sportegyesület | Budapest       | Ludovika Aréna                                    | 1 320            |
| DEAC-Tungsram                   | Debrecen       | Oláh Gábor utcai csarnok                          | 1 500            |
| Duna Aszfalt-DTKH Kecskemét     | Kecskemét      | Messzi István Sportcsarnok                        | 1 851            |
| Egis Körmend                    | Körmend        | Körmend Városi Sportcsarnok                       | 2 002            |
| Falco KC Szombathely            | Szombathely    | Arena Savaria                                     | 3 500            |
| NKA Universitas Pécs            | Pécs           | Nemzeti Kosárlabda Akadémia Fűzy Ákos Centerpálya | 412              |
| Kometa Kaposvári KK             | Kaposvár       | Kaposvár Aréna                                    | 2 931            |
| MVM-OSE Lions                   | Oroszlány      | Krajnyik András Sportcsarnok                      | 1 400            |
| Naturtex-SZTE-Szedeák           | Szeged         | Városi Sportcsarnok                               | 3 017            |
| Sopron KC                       | Sopron         | Novomatic Aréna                                   | 1 250            |
| Szolnoki Olajbányász            | Szolnok        | Tiszaligeti Sportcsarnok                          | 2 122            |
| Zalakerámia ZTE KK              | Zalaegerszeg   | Zalakerámia Sport- és Rendezvénycsarnok           | 2 210            |

## Bajnokcsapatok
| Évad      | 1. hely                                                    | 2. hely                                                    | 3. hely                                                    |
| --------- | ---------------------------------------------------------- | ---------------------------------------------------------- | ---------------------------------------------------------- |
| 1933      | Közgazdasági Egyetem AC                                    | VAC                                                        | BSzKRt SE                                                  |
| 1934      | BSzKRt SE                                                  | BBTE                                                       | Közgazdasági Egyetem AC                                    |
| 1934–35   | TFSC                                                       | MAFC                                                       | BBTE                                                       |
| 1935–36   | MAFC                                                       | BSzKRt SE                                                  | BBTE                                                       |
| 1936–37   | BSzKRt SE                                                  | MAC                                                        | MAFC                                                       |
| 1937–38   | BSzKRt SE                                                  | MAFC                                                       | MAC                                                        |
| 1938–39   | BSzKRt SE                                                  | BBTE                                                       | BEAC                                                       |
| 1939–40   | BSzKRt SE                                                  | BEAC                                                       | TFSC                                                       |
| 1940–41   | BSzKRt SE                                                  | BEAC                                                       | BSE                                                        |
| 1941–42   | BEAC                                                       | BSzKRt SE                                                  | TFSE                                                       |
| 1943      | BSzKRt SE                                                  | MAFC                                                       | BEAC                                                       |
| 1944      | MAFC                                                       | BSzKRt SE                                                  | Kassai FSC                                                 |
| 1945      | Előre SE                                                   | BSE                                                        | Herminamezei AC                                            |
| 1945–46   | Budai Kinizsi TE                                           | Előre SE                                                   | MAFC                                                       |
| 1946–47   | Postás SE                                                  | MAFC                                                       | BSE                                                        |
| 1947–48   | MÁVAG ASE                                                  | MAFC                                                       | Előre SE                                                   |
| 1948–49   | Előre SE                                                   | Műegyetem MEFESZ                                           | MÁVAG ASE                                                  |
| 1949–50   | Műegyetem MEFESZ                                           | Vasas MÁVAG                                                | Közalkalmazottak SE Soproni MEFESZ                         |
| 1950      | Vasas MÁVAG                                                | Bp. Főiskola DISZ                                          | Közalkalmazottak SE                                        |
| 1951      | Bp. Haladás                                                | Vasas MÁVAG                                                | Bp. Honvéd                                                 |
| 1952      | Bp. Honvéd                                                 | Bp. Haladás                                                | Vasas MÁVAG                                                |
| 1953      | Bp. Honvéd                                                 | Bp. Haladás                                                | Vasas MÁVAG                                                |
| 1954      | Bp. Honvéd                                                 | Vasas MÁVAG                                                | Műszaki Egyetem Haladás                                    |
| 1955      | Bp. Honvéd                                                 | Műszaki Egyetem Haladás                                    | Vasas MÁVAG                                                |
| 1956      | Műszaki Egyetem Haladás                                    | Bp. Honvéd                                                 | Vasas MÁVAG                                                |
| 1957      | Bp. Honvéd                                                 | MAFC                                                       | Vasas MÁVAG                                                |
| 1957–58   | Bp. Honvéd                                                 | Vasas MÁVAG                                                | MAFC                                                       |
| 1958–59   | Bp. Honvéd                                                 | MAFC                                                       | Vasas MÁVAG                                                |
| 1959–60   | Bp. Honvéd                                                 | MAFC                                                       | Ganz-MÁVAG VSE                                             |
| 1960–61   | Bp. Honvéd                                                 | MAFC                                                       | Bajai Bácska-Posztó                                        |
| 1961–62   | Bp. Honvéd                                                 | MAFC                                                       | Csepel SC                                                  |
| 1962–63   | Bp. Honvéd                                                 | MAFC                                                       | Csepel SC                                                  |
| 1964      | Bp. Honvéd                                                 | MAFC                                                       | Csepel SC                                                  |
| 1965      | Bp. Honvéd                                                 | MAFC                                                       | Soproni MAFC                                               |
| 1966      | Bp. Honvéd                                                 | MAFC                                                       | Bajai Bácska-Posztó                                        |
| 1967      | Bp. Honvéd                                                 | MAFC                                                       | Csepel SC                                                  |
| 1968      | Bp. Honvéd                                                 | Bajai Bácska-Posztó                                        | MAFC                                                       |
| 1969      | Bp. Honvéd                                                 | Soproni MAFC                                               | MAFC                                                       |
| 1970      | MAFC                                                       | Bp. Honvéd                                                 | Csepel SC                                                  |
| 1971      | Bp. Honvéd                                                 | Csepel SC                                                  | Bajai Bácska-Posztó                                        |
| 1972      | Csepel SC                                                  | Bp. Honvéd                                                 | Soproni MAFC                                               |
| 1973      | Csepel SC                                                  | Ganz-MÁVAG VSE                                             | MAFC                                                       |
| 1974      | Bp. Honvéd                                                 | MAFC                                                       | Csepel SC                                                  |
| 1975      | MAFC                                                       | Bp. Honvéd                                                 | Csepel SC                                                  |
| 1976      | Bp. Honvéd                                                 | Csepel SC                                                  | Ganz-MÁVAG VSE                                             |
| 1977      | Bp. Honvéd                                                 | Ganz-MÁVAG VSE                                             | Bp. Vasas Izzó                                             |
| 1978      | Bp. Honvéd                                                 | Ganz-MÁVAG VSE                                             | MAFC                                                       |
| 1979      | Bp. Honvéd                                                 | Bp. Vasas Izzó                                             | MAFC                                                       |
| 1980–81   | Bp. Honvéd                                                 | Ganz-MÁVAG VSE                                             | MAFC                                                       |
| 1981–82   | Bp. Honvéd                                                 | MAFC                                                       | Ganz-MÁVAG VSE                                             |
| 1982–83   | Bp. Honvéd                                                 | MAFC                                                       | Csepel SC                                                  |
| 1983–84   | Bp. Honvéd                                                 | Csepel SC                                                  | Zalaegerszegi TE                                           |
| 1984–85   | Bp. Honvéd                                                 | MAFC                                                       | Körmendi Dózsa MTE                                         |
| 1985–86   | Bp. Honvéd                                                 | Zalaegerszegi TE                                           | Bajai SK                                                   |
| 1986–87   | Körmendi Dózsa MTE                                         | Bp. Honvéd                                                 | Bajai SK                                                   |
| 1987–88   | Zalaegerszegi TE                                           | Bajai SK                                                   | Oroszlányi Bányász                                         |
| 1988–89   | Csepel SC                                                  | Oroszlányi Bányász                                         | Bp. Honvéd                                                 |
| 1989–90   | Zalaegerszegi TE-Heraklith                                 | Körmendi Dózsa MTE                                         | Csepel SC                                                  |
| 1990–91   | Szolnoki Olajbányász                                       | Zalaegerszegi TE-Heraklith                                 | Tungsram SC                                                |
| 1991–92   | Zalaegerszegi TE-Heraklith                                 | Körmend-Hunor                                              | Bp. Honvéd                                                 |
| 1992–93   | Tungsram-Honvéd BT                                         | Szolnoki Olajbányász                                       | Zalaegerszegi TE-Heraklith                                 |
| 1993–94   | Tungsram-Honvéd BT                                         | Zalaegerszegi TE-Goldsun                                   | Körmendi KC                                                |
| 1994–95   | Danone-Honvéd BT                                           | Zalaegerszegi TE-Goldsun                                   | Szolnoki Olaj KK                                           |
| 1995–96   | Marc-Körmend                                               | Danone-Honvéd BT                                           | Albacomp                                                   |
| 1996–97   | Danone-Honvéd BT                                           | Marc-Körmend                                               | Zalaegerszegi TE                                           |
| 1997–98   | Albacomp-SZÜV                                              | Danone-Honvéd BT                                           | Szolnoki Olaj KK                                           |
| 1998–99   | Albacomp-SZÜV                                              | Falco-Írókéz KC                                            | Matáv SE Pécs                                              |
| 1999–2000 | Albacomp-UPC                                               | Szolnoki Olaj KK                                           | Falco KC Szombathely                                       |
| 2000–01   | Klíma-Vill Purina Kaposvári KK                             | Atomerőmű SE                                               | Marc-Körmend                                               |
| 2001–02   | Atomerőmű SE                                               | Marc-Körmend                                               | Falco KC Szombathely                                       |
| 2002–03   | Marc-Körmend                                               | Kaposvári Klíma-Vill KK                                    | Atomerőmű SE                                               |
| 2003–04   | Kaposvári KK                                               | Atomerőmű SE                                               | Albacomp                                                   |
| 2004–05   | Atomerőmű SE                                               | Debreceni Vadkakasok                                       | Albacomp                                                   |
| 2005–06   | Atomerőmű SE                                               | Albacomp                                                   | Marc-Körmend                                               |
| 2006–07   | Szolnoki Olaj KK                                           | Lami-Véd Körmend                                           | Pécsi VSK-Expo Center Pécs                                 |
| 2007–08   | Falco KC Szombathely                                       | Lami-Véd Körmend                                           | Albacomp                                                   |
| 2008–09   | Atomerőmű SE                                               | Pécsi VSK-Pannonpower                                      | Zalakerámia-ZTE KK                                         |
| 2009–10   | Zalakerámia-ZTE KK                                         | Atomerőmű SE                                               | MJUS-Fortress Körmend                                      |
| 2010–11   | Szolnoki Olaj KK                                           | Albacomp                                                   | MJUS-Fortress Körmend                                      |
| 2011–12   | Szolnoki Olaj KK                                           | Falco KC Szombathely                                       | Albacomp Fehérvár                                          |
| 2012–13   | Alba Fehérvár                                              | Szolnoki Olaj KK                                           | Atomerőmű SE                                               |
| 2013–14   | Szolnoki Olaj KK                                           | Atomerőmű SE                                               | Soproni KC                                                 |
| 2014–15   | Szolnoki Olaj KK                                           | Kecskeméti TE-Duna Aszfalt                                 | Atomerőmű SE                                               |
| 2015–16   | Szolnoki Olaj KK                                           | Alba Fehérvár                                              | Egis Körmend                                               |
| 2016–17   | Alba Fehérvár                                              | Falco KC Szombathely                                       | Zalakerámia-ZTE KK                                         |
| 2017–18   | Szolnoki Olaj KK                                           | Falco KC Szombathely                                       | Alba Fehérvár                                              |
| 2018–19   | Falco KC Szombathely                                       | Egis Körmend                                               | Pécsi VSK-Veolia                                           |
| 2019–20   | a bajnokság az alapszakasz 21. fordulója után félbeszakadt | a bajnokság az alapszakasz 21. fordulója után félbeszakadt | a bajnokság az alapszakasz 21. fordulója után félbeszakadt |
| 2020–21   | Falco KC Szombathely                                       | Szolnoki Olajbányász KK                                    | Naturtex-SZTE-Szedeák                                      |
| 2021–22   | Falco KC Szombathely                                       | Egis Körmend                                               | Alba Fehérvár                                              |
| 2022–23   | Falco KC Szombathely                                       | Alba Fehérvár                                              | Egis Körmend                                               |
| 2023–24   | Falco KC Szombathely                                       | Szolnoki Olajbányász KK                                    | Alba Fehérvár                                              |
| 2024–25   | NHSZ-Szolnoki Olajbányász KK                               | Falco-Vulcano Energia KC Szombathely                       | Atomerőmű SE                                               |

33: Budapesti Honvéd SE
9: BSzKRt SE (Előre SE), Szolnoki Olajbányász KK
7: MAFC
6: Falco KC Szombathely
5: Alba Fehérvár
4: Atomerőmű SE, Zalaegerszegi TE KK
3: Csepel SC, Egis Körmend
2: Ganz-MÁVAG VSE, Kaposvári KK
1: Közgazdasági Egyetem AC, TFSC, BEAC, Budai Kinizsi TE, Postás SE

## Első osztályú szezonok száma
| #  | Csapat neve      | Évek |
| -- | ---------------- | --- |
| 71 | MAFC             | 1934, 1934–1935, 1935–1936, 1936–1937, 1937–1938, 1938–1939, 1939–1940, 1940–1941, 1941–1942, 1943, 1944, 1945, 1945–1946, 1946–1947, 1947–1948, 1948–1949, 1949–1950, 1950, 1951, 1952, 1953, 1954, 1955, 1956, 1957, 1957–1958, 1958–1959, 1959–1960, 1960–1961, 1961–1962, 1962–1963, 1964, 1965, 1966, 1967, 1968, 1969, 1970, 1971, 1972, 1973, 1974, 1975, 1976, 1977, 1978, 1979, 1980–1981, 1981–1982, 1982–1983, 1983–1984, 1984–1985, 1985–1986, 1986–1987, 1987–1988, 1988–1989, 1989–1990, 1990–1991, 1991–1992, 1992–1993, 1993–1994, 1994–1995, 2001–2002, 2003–2004, 2004–2005, 2005–2006, 2007–2008, 2014–2015, 2015–2016, 2016–2017, 2017–2018 |
| 54 | PVSK-Veolia      | 1946–1947, 1947–1948, 1948–1949, 1949–1950, 1955, 1956, 1957, 1957–1958, 1958–1959, 1959–1960, 1960–1961, 1961–1962, 1962–1963, 1964, 1965, 1966, 1967, 1968, 1969, 1970, 1971, 1973, 1974, 1975, 1976, 1977, 1978, 1979, 1980–1981, 1981–1982, 1982–1983, 1983–1984, 1984–1985, 1992–1993, 2003–2004, 2004–2005, 2005–2006, 2006–2007, 2007–2008, 2008–2009, 2009–2010, 2010–2011, 2011–2012, 2012–2013, 2013–2014, 2014–2015, 2015–2016, 2016–2017, 2017–2018, 2018–2019, 2019–2020, 2020–2021, 2021–2022, 2024–2025 |
| 52 | Budapesti Honvéd | 1951, 1952, 1953, 1954, 1955, 1956, 1957, 1957–1958, 1958–1959, 1959–1960, 1960–1961, 1961–1962, 1962–1963, 1964, 1965, 1966, 1967, 1968, 1969, 1970, 1971, 1972, 1973, 1974, 1975, 1976, 1977, 1978, 1979, 1980–1981, 1981–1982, 1982–1983, 1983–1984, 1984–1985, 1985–1986, 1986–1987, 1987–1988, 1988–1989, 1989–1990, 1990–1991, 1991–1992, 1992–1993, 1993–1994, 1994–1995, 1995–1996, 1996–1997, 1997–1998, 1998–1999, 1999–2000, 2022–2023, 2023–2024, 2024–2025 |
| 49 | Egis Körmend     | 1976, 1977, 1978, 1979, 1980-1981, 1981–1982, 1982–1983, 1983–1984, 1984–1985, 1985–1986, 1986–1987, 1987–1988, 1988–1989, 1989–1990, 1989–1990, 1991–1992, 1992–1993, 1993–1994, 1994–1995, 1995–1996, 1996–1997, 1997–1998, 1998–1999, 1999–2000, 2000–2001, 2001–2002, 2002–2003, 2003–2004, 2004–2005, 2005–2006, 2006–2007, 2007–2008, 2008–2009, 2009–2010, 2010–2011, 2011–2012, 2012–2013, 2013–2014, 2014–2015, 2015–2016, 2016–2017, 2017–2018, 2018–2019, 2019–2020, 2020–2021, 2021–2022, 2022–2023, 2023–2024, 2024–2025 |

## Külső hivatkozások
- A Magyar Kosárlabdázók Országos Szövetségének honlapja
- Férfi NB I/A tabella